# Pearsall Warne

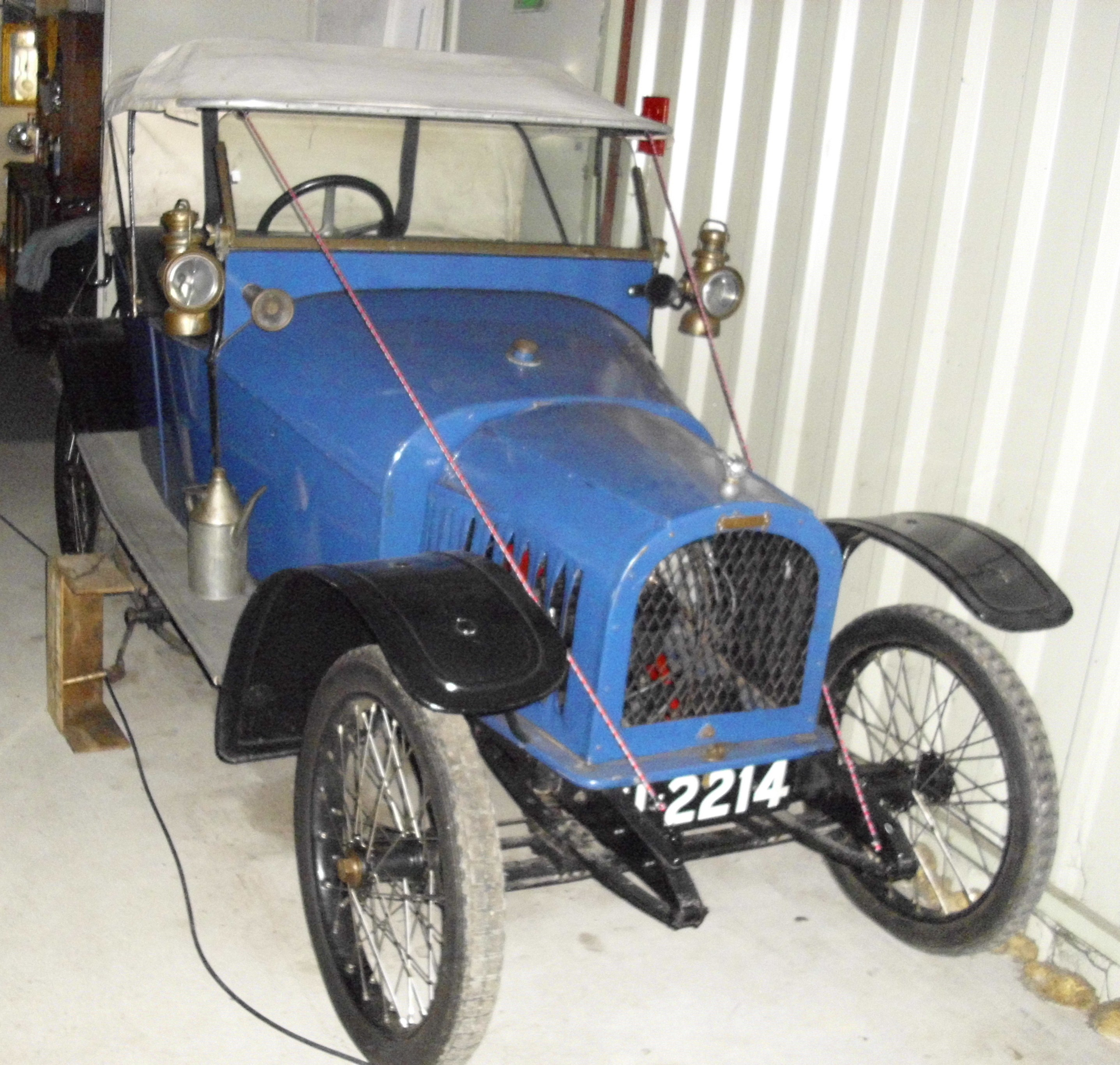
Warne 8 HP von 1913

Pearsall Warne Limited war ein britischer Automobilhersteller, der zwischen 1913 und 1915 in Letchworth Garden City, Hertfordshire Fahrzeuge herstellte. Der Markenname lautete Warne. Mitte 1913 wurden sechs Autos pro Woche gefertigt.

## Fahrzeuge
Das Unternehmen stellte nur ein Modell her. Der Warne 8 HP war ein Cyclecar.